# Talbrücke Dambachtal
Die Talbrücke Dambachtal ist eine 370 m lange Brücke der Autobahn 73 bei Kilometer 9,0.
Das Bauwerk liegt in Südthüringen zwischen den Autobahnanschlussstellen Suhl-Friedberg und Schleusingen. Es überspannt westlich von Hirschbach in einer Höhe von maximal 65 m mit sechs Feldern das Tal des Dambachs mit der Landesstraße L2634 von Hirschbach nach Altendambach sowie einer 15-kV- und einer 110-kV-Freileitung. Die Brücke ist im Grundriss gerade und hat im Aufriss ein Längsgefälle mit 2,34 % Richtung Schleusingen. In Querrichtung haben beide Richtungsfahrbahnen eine Gefälle von 2,5 % nach außen. Gebaut wurde die Überführung zwischen den Jahren 2003 und 2005 bei Kosten von ungefähr 10 Millionen Euro.

## Gründung und Unterbauten

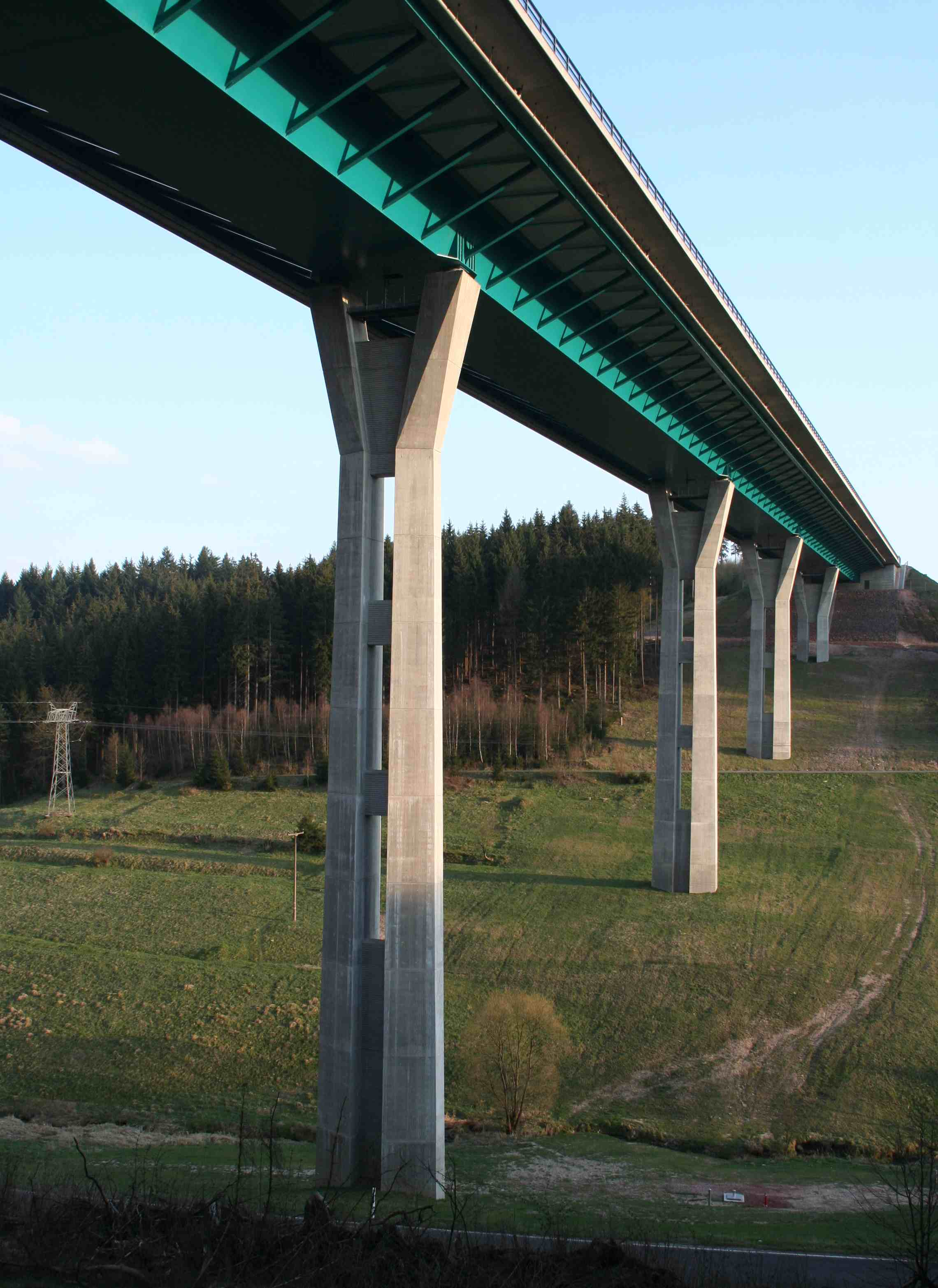
Untersicht Talbrücke Dambachtal

Die Widerlager und Pfeiler haben eine Flachgründung. Die Y-förmig ausgebildeten Stahlbetonpfeiler mit einer maximalen Höhe von 56 m besitzen einen Vollquerschnitt. Sie bestehen unten aus zwei trapezförmigen Stielen die abschnittsweise durch Scheiben und Riegel miteinander verbunden sind. Zur Aufnahme der Lager spreizen sich die Stiele am Pfeilerkopf 10 m unterhalb vom Überbau in zwei Rechteckquerschnitte auf.

## Überbau
Der einteilige Überbau der Stahlverbundbrücke weist einen einzelligen offenen Stahltrog und eine mit Kopfbolzendübeln verbundene 28,4 m breite, 30 cm bis 45 cm dicke Stahlbetonfahrbahnplatte auf. Das Bodenblech des Kastenquerschnittes ist 7,9 m breit, die Stege der Hauptträger sind schräg und stützen die Fahrbahnplatte in einem Abstand von 10,6 m. Zusätzlich wird die Fahrbahnplatte außen durch Schrägstreben im Abstand von 5 m getragen. Die Konstruktionshöhe des ganzen Überbaus ist konstant 4,5 m. Die Stützweiten des sechsfeldrigen Überbaus betragen 50,0 m + 65,0 m + 85,0 m + 65,0 m + 60,0 m + 45,0 m.
Der Bewegungsruhepunkt in Längsrichtung ist in Brückenmitte, wo drei Pfeiler mit dem Überbau unverschieblich verbunden sind.

## Ausführung
Der Stahlüberbau wurde in Einzelteilen per LKW angeliefert. Die endgültige Verschweißung erfolgte am südlichen Widerlager. Zum Einbau wurde der Stahltrog mit einem Vorbauschnabel im Taktschiebeverfahren eingeschoben. Abschließend wurde die Stahlbetonfahrbahnplatte mit einem Schalwagen abschnittsweise in Längen von 16,5 bis 25 m hergestellt.